# 沖仲仕

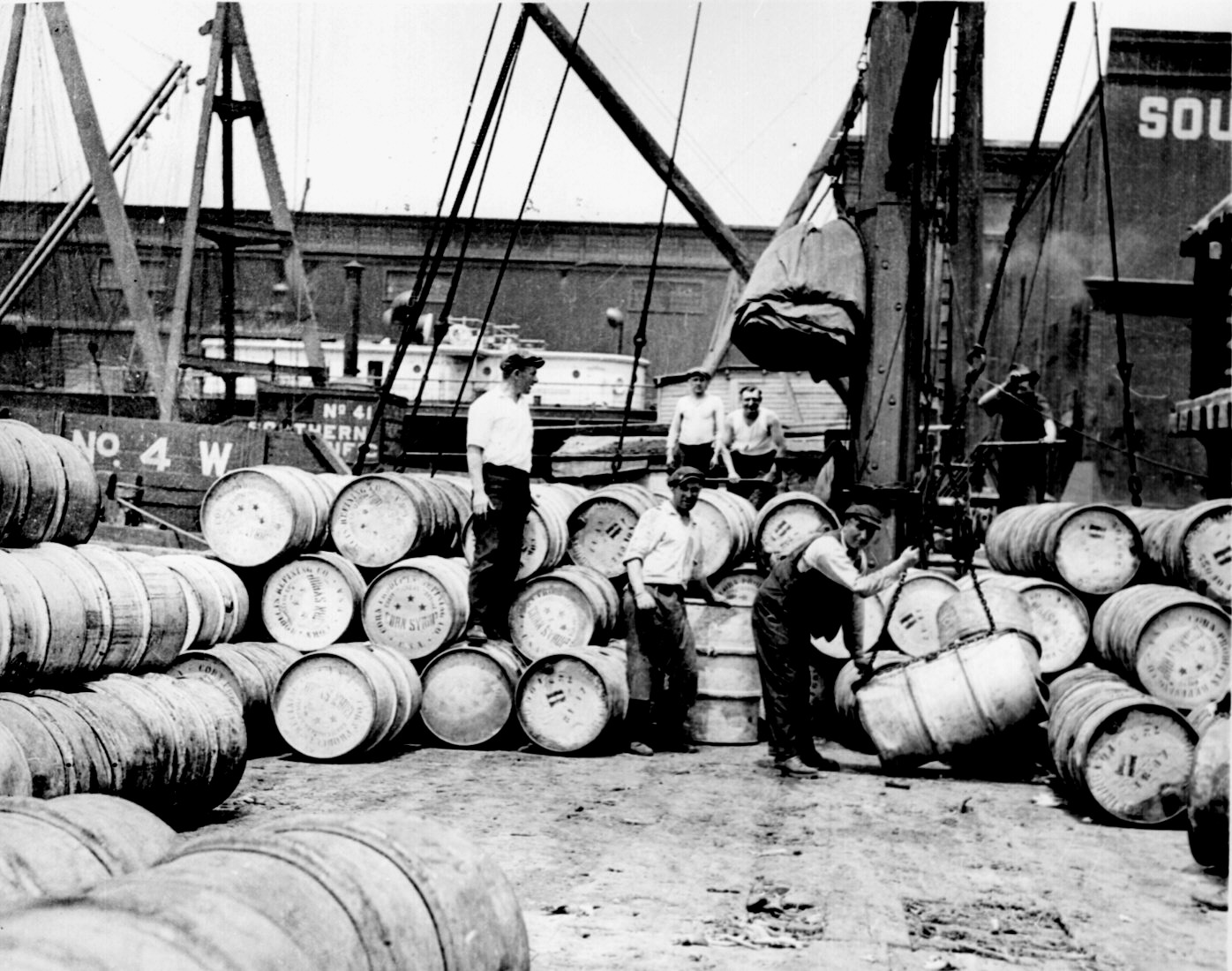
ニューヨーク埠頭でハドソン川上の艀にコーンシロップの樽を積み込む沖仲仕（ルイス・ハイン撮影。1912年頃）

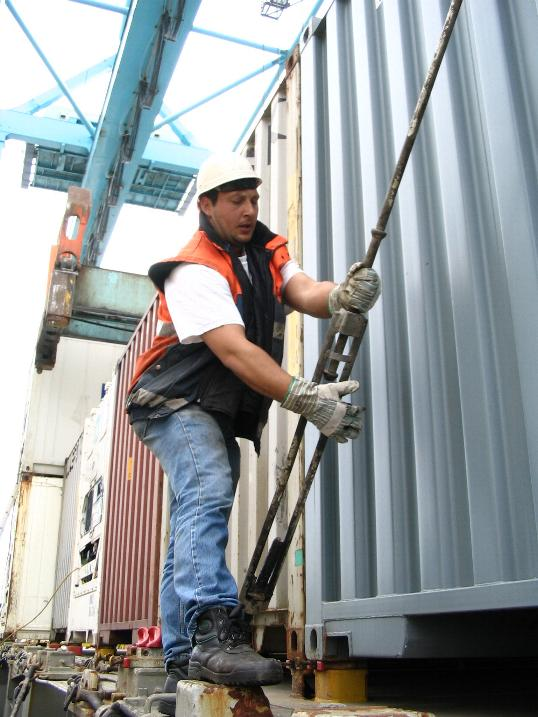
海上コンテナを船に固定する、現代の船内荷役労働者

沖仲仕（おきなかせ、おきなかし）、仲仕（なかし）、ステベドア（ステベ、Stevedore）、船内人夫（せんないにんぷ）は、狭義には船から陸への荷揚げ荷下ろしを、広義には陸から船への積み込みを含む船内荷役労働者の旧称。報道においては「港湾労働者」とも表現される。
1960年代以前の貨物船のほとんどは在来型であり、荷揚げ荷下ろしの作業は、本船から艀、艀から桟橋と荷物を移動させるために、多くの作業員を要する仕事であった。港湾荷役事業は元請けの下に複数の下請けがあり、第三次、第四次の下請けが現場作業を担当した。体力のない下請けは作業員の雇用維持が出来ず、手配師と呼ばれるコーディネーターに人集めを依頼する形態が常態化した。高賃金で体力勝負となる労働現場は荒くれ者が集まることから荒廃しやすく、1915年（大正4年）頃の神戸港の例では、沖仲仕の人夫供給業から山口組が立ち上がる例も見られた。アメリカ合衆国においても、アルバートとアンソニーのアナスタシア兄弟に代表されるマフィアやギャングが沖仲仕を取り仕切っていた。
1970年代以降、各地の港湾が整備され海上コンテナによるインターモーダル輸送に置き換わると、艀を使った労働集約型の作業は瞬く間に減少し、沖仲仕は港湾労働者として括られるようになった。現在、船の荷揚げ荷下ろしの作業を行う港湾労働者の仕事は、ガントリークレーンに代表される大型機械の操作などオペレーター的な作業が中心となり、かつて沖仲仕が活躍していた時代とは作業内容が大きく異なっている。

## 日本
日本でも伝統的に日雇い労働者を多く抱える職業であった。
沖仲仕を父に持つ火野葦平の自伝的小説『青春の岐路』には昭和初期の沖仲仕の姿が活写されており、「請負師も、小頭も、仲仕も、ほとんどが、酒とバクチと女と喧嘩とによって、仁義や任侠を売りものにする一種のヤクザだ。大部分が無知で、低劣で、その日暮らしといってよかった。普通に考えられる工場などの労働者とはまるでちがっている」との記載もある。
また学生時代に自らも沖仲仕を経験した生島治郎は「この人夫がいわゆるプー太郎というヤツで、横浜のドヤ街にいくらもごろごろしていた。プー太郎はニコヨンとも言い、これは当時の日給が二百四十円だったことからきている。／手配師が集めてきたプー太郎を会社が日給制で雇うのだが、手配師は会社から払われた日当（デズラと呼んだ）のピンをはね、プー太郎には二百四十円だけ払う」と、当時の沖仲仕を取り巻く状況を伝えている。
このような背景もあり、現代の港湾労働法では事業者が日雇い労働者を直接雇用することを原則禁じ、公共職業安定所の紹介を必須としている。

## 港湾労働経験を持つ著名人
- 生島ヒロシ[8] - フリーアナウンサー。渡米費用を工面する為、横浜で港湾労働に従事した[9]。
- 井上陽水 - アンドレ・カンドレの芸名でデビューし本名で再デビューするまでの間[10]。
- 若乃花幹士 (初代) - 少年期に室蘭港の荷運びで体を鍛え、大相撲の横綱に上り詰めた。
- 西村賢太 - 作家。十代の半ばから港湾労働に従事し、その経験を私小説に書いている。
- エリック・ホッファー - 沖仲仕として働き続けた哲学者。
- グレン・シーボーグ - ノーベル化学賞を受賞した物理学者。
- ジェームズ・ジェローム・ヒル - グレート・ノーザン鉄道最高経営責任者
- ジェームス・J・ブラドック - プロボクサー
- ジェリー・コロンナ - コメディアン
- ダニエル・パトリック・モイニハン - 上院議員、国連大使
- チーフ・ダン・ジョージ - 俳優
- チャールズ・マンソン - カルト教団指導者
- ドン・ムラコ - プロレスラー
- ハルク・ホーガン - プロレスラー
- バルトロメオ・パガーノ - 俳優
- ハワード・ジン - 歴史家
- ヒューバート・セルビー・ジュニア - 作家
- ブライアン・ジェイクス - 作家
- フランク・マコート - 作家
- フランソワ・ファベール - プロサイクリスト。ツール・ド・フランスで総合優勝を果たした。
- マウノ・コイヴィスト - フィンランド第9代大統領